# Pacte de la Société des Nations
Lire en ligne

Texte sur Wikisource

Le pacte de la Société des Nations est un traité international  multilateral établissant la Société des Nations (SdN), signé le 28 juin 1919 et entré en vigueur le 10 janvier 1920.

## Histoire
Le pacte de la SdN a été rédigé du 3 février 1919 au 11 avril 1919 à l'Hôtel de Crillon à Paris lors de la conférence de paix de Paris (1919). Il règle les rapports entre les États membres. Les 26 articles qui le composent définissent les fonctions des 4 organes principaux :
- l’Assemblée réunit les représentants des États membres pour débattre des questions relatives à la paix dans le monde, ainsi que l’admission de nouveaux membres (l’Allemagne n’est admise qu’en 1926). Elle contrôle également le budget de l’organisation.
- le Conseil est composé de 4 membres permanents initialement, à savoir le Royaume-Uni de Grande-Bretagne et d'Irlande, la France, l’Italie, le Japon, rejoints par l'Allemagne en 1926, ainsi que de 9 membres non-permanents. Le Conseil a les mêmes droits que l’Assemblée. Il s’occupe aussi de différentes tâches dans lesquelles l’Assemblée n’a qu’un pouvoir limité (mandats, minorités, etc.).
- le Secrétariat est l’auxiliaire de l’Assemblée. Il est dirigé par un secrétaire général qui contrôle plusieurs sections ainsi que le personnel (670 personnes venant de 51 pays en 1930).
- la Cour permanente internationale de justice de la Haye, créée en 1922, doit juger des affaires qui lui sont soumises et généralement issues de la guerre.

Toute action de la SdN devait être autorisée par un vote unanime du Conseil et un vote majoritaire de l’Assemblée.